# 對立教宗
對立教宗，或稱敌对教宗、偽教宗、反教宗（英語：Antipope）指在天主教會內，不接受教宗選舉結果，並宣稱自己才是合法教宗的人。由於天主教樞機團自歐洲中世紀開始負責選舉教宗，這些對立教宗通常與已被樞機團選出的人對立。一些來自較少的教會而自稱教宗之領導也可以稱為對立教宗。
天主教會的動蕩時期中進行了具爭議的選舉。其中一些如費利克斯五世的選舉被大部分教宗選舉人士認為無效。另外，一些如對立教宗克勉七世的選舉在選後被宣佈無效。
最早的對立教宗希坡律陀由公元3世紀的一批教會人士在羅馬城選出，以對抗教宗加理多一世。希坡律陀在加理多一世的承繼人教宗彭謙陪同下被流放到薩丁島的礦場。後來希坡律陀在死前與天主教會和解，並在死後被教會封為聖人。11世紀和12世紀，神聖羅馬皇帝時常跟教宗們發生爭執，導致最多對立教宗的出現。一方面，皇帝們經常支持對立教宗，來增加自己的本錢；另一方面，歷代教宗亦會支持德意志地區的皇位覬覦者來左右帝國政策。
14世紀和15世紀末，一批互相對抗的教宗被選出。其中一系被天主教會認定是教宗而另一系被認定為對立教宗。由于出現了一眾宣稱可以成為教宗的名譽之人，教會因而出現了混亂局面；這是導致在15世紀末16世紀初的宗教改革的原因之一。參見基督教大分裂和對立教宗本篤十三世。
在出現兩或三位宣稱可以成為教宗之人的情形下，誰是教宗或誰是對立教宗並不一定清楚。而事後再從他們之中分出正偽會造成事前已出現誰是真正教宗的錯覺。各教宗的支持者可以幫助人選，但誰是教宗要看事情發展去向。
如果奉行宗座缺出論之對立教宗不計在内，自1449年起已沒有對立教宗；現時天主教會認為成為對立教宗是對教會進行分裂的行為，成為對立教宗的人會自動受絕罰處分（天主教會術語為「自科絕罰」）。

## 對立教宗列表
1. 諾瓦提安，251年－258年
2. 斐理斯二世，355年－365年
3. 伍西諾（Ursinus），366年－367年
4. 餘拉利斯，418年－419年
5. 老楞佐，498年－499年，501年－506年
6. 狄奥斯哥鲁，530年
7. 戴多祿二世，687年
8. 君士坦丁二世，767年－768年
9. 菲利普，768年
10. 若望八世，844年
11. 阿納斯塔修斯，855年
12. 思篤，903年－904年
13. 波尼法爵七世，974年、984年－985年
14. 若望十六世，997年－998年
15. 额我略六世，1012年
16. 本篤十世，1058年－1059年
17. 何諾二世，1061年－1064年
18. 克勉三世，1080年及1084年－1100年
19. 鐸理，1100年－1101年
20. 雅博，1101年
21. 思維四世，1105年－1111年
22. 額我略八世，1118年－1121年
23. 雷定二世，1124年
24. 安那克勒圖二世，1130年－1138年
25. 維篤四世，1159年－1164年
26. 巴斯加三世，1164年－1168年
27. 嘉禮三世，1168年－1178年
28. 依諾增爵三世，1179年－1180年
29. 尼各老五世，在羅馬的對立教宗，1328年－1330年
30. 克勉七世，亞維農系對立教宗，1378年9月20日 －1394年9月16日
31. 本篤十三世，亞維農系對立教宗，1394年－1423年
32. 亞歷山大五世，比薩系對立教宗，1409年－1410年
33. 若望二十三世，比薩系對立教宗，1410年－1415年
34. 克勉八世，亞維農系對立教宗，1423年－1429年
35. Bernard Garnier（第一位對立教宗本篤十四世），亞維農系對立教宗，1425年－約1429年
36. Jean Carrier（第二位對立教宗本篤十四世），亞維農系對立教宗，1430年－約1437年
37. 薩伏依公爵阿梅迪奥八世（稱爲斐理斯五世），1439年11月5日－1449年4月7日

## 宗座缺出論
由於教宗若望二十三世和保祿六世以來天主教所進行的梵蒂岡第二屆大公會議改革，一些被稱為宗座缺出論者認為因此這些教宗都是異端。改革中最被批評的是將Novus Ordo Missae代替傳統上使用拉丁語的脫利騰彌撒。雖然在若望二十三世的管治以前已經有各種形式來允許用當地語言的彌撒慶祝，很多對立教宗也反對當地語言的彌撒儀式。由於很多天主教神學家認為異端教宗不是天主教徒，而因此更不再是教宗，所以宗座缺出論者相信現時的教宗不是真正的教宗。一些宗座缺出論者團體因而擁有自己的教宗來取替他們反對的教宗。雖然這些新教宗會被稱為對立教宗，但追隨他們的人數比傳統上的對立教宗來得少。由於對立教宗的一部分人認為被普遍接受的教宗應不會停止行使對他們的權力，因此這些人士已經建立起他們自己的宗教架構。所以他們是對所有天主教會而言的對立教宗，而同時又是他們團契的教會首領。
宗座缺出論之對立教宗經常視庇護十二世以後的教宗承繼者為對立教宗。另有不少的對立教宗自封伯鐸二世。
20世紀和21世紀中宗座缺出論之對立教宗包括帕爾馬爾天主教教會的Clemente Domínguez y Gómez（額我略十七世），1978年—2005年間自封於西班牙，Manuel Alonso Corral（伯鐸二世），2005年于西班牙承繼額我略十七世。
Reformed Church of Christ/Apostles of Infinite Love的Michel-Auguste-Marie Collin（克萊孟十五世），1963年間自封於法國Clémery（后来在加拿大St. Jovite）"Renewed Church of Christ" 或"Church of the Magnificat" 教宗、 Jean-Gaston Tremblay（額我略十七世），1968年於加拿大承繼克萊孟十五世；不要与加拿大政界人物Gaston Tremblay混淆。
Conclavist運動的 David Bawden（米加禄一世），1990年自封於美國堪薩斯州、Victor Von Pentz（李诺二世），1994年自封於英國赫特福德郡或被數位宗座缺出論者在意大利 阿西西選為教宗、Lucian Pulvermacher（庇护十三世），1998年自封於美國蒙大拿州，自創所謂「真正天主教會」（true Catholic Church）並自封為教宗。
Francis Konrad Schuckardt（哈德良七世，1937——2006），在離開TLRC（later the CMRI）後於1984年自封于美國華盛頓。

#### 其他對立教宗
- Gino Frediani（Emmanuel），1973年 - 1984年间於意大利自封，"New Church of the Holy Heart of Jesus"的教宗
- Valeriano Vestini（Valeriano），1990年自封於意大利凱迪
- Maurice Achieri of Le Perreux（伯铎二世），1995年自封於法國
- Julius Tischler（伯铎二世），德國
- Pierre Henri Bubois（伯铎二世），比利時布魯塞爾
- Chester Olszewski（伯铎二世），1980年自封於美国費城
- William Kamm（伯铎二世），澳洲，Order of Saint Charbel運動的教宗